# М'якохвіст бамбуковий
М'якохві́ст бамбуковий (Clibanornis dendrocolaptoides) — вид горобцеподібних птахів родини горнерових (Furnariidae). Мешкає в Південній Америці.

## Опис
Довжина птаха становить 20-21 см, вага 52-54 г. Верхня частина тіла рудувато-коричнева, тім'я і хвіст дещо світліші. За очима світлі сірувато-охристі смуги, скроні темні. Горло біле, з боків поцятковане чорними плямками. Нижня частина тіла світло-сірувата, боки і гузка коричнюваті. Дзьоб чорний, знизу біля основи світліший. Лапи зеленувато-сірі, очі карі.

## Поширення і екологія
Бамбукові м'якохвости мешкають на півдні Бразилії (від півдня Сан-Паулу до півночі штату Ріу-Гранді-ду-Сул, на сході Парагваю та на північному сході Аргентини (Місьйонес). Вони живуть в густих бамбукових заростях Атлантичного лісу, поблизу води. Зустрічаються на висоті до 800 м над рівнем моря.

## Збереження
МСОП класифікує стан збереження цього виду як близький до загрозливого. Бамбуковим м'якохвостам загрожує знищення природного середовища.